# Aglaoapis alata
Aglaoapis alata är en biart som först beskrevs av Michener 1995.  Aglaoapis alata ingår i släktet kilbin, och familjen buksamlarbin. Inga underarter finns listade i Catalogue of Life.